# Geyria pallida
Geyria pallida is een insect uit de familie van de mierenleeuwen (Myrmeleontidae), die tot de orde netvleugeligen (Neuroptera) behoort. 
Geyria pallida is voor het eerst wetenschappelijk beschreven door Hölzel in 1983.